# 海丁顿学校
海丁顿学校（英語：Headington School, Oxford）是一间位于英格兰牛津的、由一群福音派基督徒于1915年创办的独立女校。

## 历史
1915年，海丁顿学校被一群福音派基督徒以独立学校的形式创办。
海丁顿学校开始时以位于海丁顿Osler Road的小屋作校舍，仅有8名走读学生。
1916年，海丁顿学校迁出原校舍，而位于伦敦道Brookside为海丁顿学校所用。Brookside建于1868年，之前为牛津邮政局局长Thomas Arnall所用。海丁顿学校以原校舍的名称来命名它 - Napier House。Napier House现为海丁顿预备学校校舍。
1917年，原校舍重为海丁顿学校所用。这座楼于1892年为Arthur Napier教授而建。现已更名为Cotuit Hall，是牛津布鲁克斯大学的组成部分。
1920年，海丁顿学校的学生人数达70人。现Davenport House亦为海丁顿学校所用。Davenport House有一个2英亩的花园，与一个19英亩的田地。Davenport House仍为海丁顿学校校舍，是最年轻的寄宿生的宿舍。
1921年，学校得到了位于London Road的Hillstow（现Dorset House）。
1930年，现主校舍以新乔治王风格建成。
1942年，因为海丁顿学校将收益回赠社会与学生，所以被公认为一慈善办学机构。
1947年，海丁顿学校学生超过300名。
1985年，海丁顿学校中学生有500名，预备学校学生有130名。

## 社制
有八个社：Blenheim, Cherwell, Ford, Isis, Latimer, Oxon, Ridley与Windrush。

## 校董会成员
- Mrs.Helen Batchelor,校董会主席，财务及一般事务委员会[2]
- Dr.Adrian Banning，校董会副主席
- Mrs.Caroline Bevan，财务及一般事务委员会主席
- Mrs.Debbie Dance
- Dr.Anne-Marie Drummond
- Dr.Katya Drummond
- Mr.Christopher Harris
- Mr.Steven Harris
- Lady Nancy Kenny
- Miss.Margaret Rudland
- Mr.Stephen Shipperley

## 著名校友
艾玛·華森,演员